# 1210
[[Категорија: 1210
.| ]]
Година 1210 (MCCX) била је проста година која је почела у петак.

## Догађаји
- 18. новембар — Папа Иноћентије III је ескомуницирао светог римског цара Отона IV.
- Википедија:Непознат датум — Фрањо Асишки се упутио у Рим где је од папе Иноћентија III добио усмено одобрење за правила Реда мале браће, познатијег као фрањевци.
- Википедија:Непознат датум — Јована од Бријена је због врлина које је показао у Четвртом крсташком рату Филип II Август предвидео за краља Јерусалима .
- Википедија:Непознат датум — Јован од Бријена је дошао у Акру, где се оженио Маријом, ћерком Изабеле Анжујске и маркиза Конрада од Монферата.
- Википедија:Непознат датум — Папа Иноћентије III и феудалци су признали за цара Латинског царства Хенрика I Фландријског.[тражи се извор]
- Википедија:Непознат датум — Након смрти Сверкера Млађег и његовог узалудног покушаја да се врати на престо, Ерик X је свечано крунисан за краља Шведске.
- Википедија:Непознат датум — Шах Хорезмије Ала ад-Дин Мухамад освојио је већи део Персије.
- Википедија:Непознат датум — У Индији у Делхију је умро Кутб уд-Дин Аибек.
- Википедија:Непознат датум — У Бурми је умро пагански краљ Нарапатиситу. Наследио га је син Зејатеинка.
- Википедија:Непознат датум — У Јапану се одрекао престола цар Цушимикадо а наследио га је његов брат Шунтоку.